# Calicotis sialota
Calicotis sialota is een vlinder uit de familie Stathmopodidae. De wetenschappelijke naam van de soort is voor het eerst geldig gepubliceerd in 1817 door Turner.